# Аранович Семен Давидович
Семен Давидович Аранович (23 липня 1934, Деражня, Кам'янець-Подільська область, УРСР, СРСР — 8 вересня 1996, Гамбург, Німеччина) — радянський і російський кінорежисер і сценарист документального та художнього кіно. Народний артист Росії (1994). Лауреат Державноїпремії СРСР (1983), кінопремії «Ніка» (1988), премії «Срібний ведмідь» Берлінського міжнародного кінофестивалю (1994) за видатні досягнення у кіномистецтві.

## Біографія
У 1955 році Семен Аранович закінчив Вище військово-морське авіаційне училище. Служив у військової морської авіації Північного флоту. Після пережитої авіакатастрофи був змушений радикально змінити рід занять. Аранович вступає до ВДІКу (майстерня Романа Кармена), котрий закінчив у 1965 році.
У 1965—1970 роках працював на Ленінградській студії документальних фільмів та на кіностудії «Леннаучфільм» режисером документального кіно. У 1965 році побачила світ його перша самостійна робота — «Час, який  завжди з нами».
10 березня 1966 року у Ленінграді брав участь у підпільному фільмуванні відспіву та похорон поетеси Анни Ахматової разом з операторами Віктором Петровим, А. Д. Шафраном та іншими. У 1989 році відзняті матеріали були використані ним в документальному фільмі «Особиста справа Анни Ахматової» (1989).
З 1971 року працював в жанрі ігрового художнього кіно на кіностудії «Ленфильм». Першим постановочним фільмом у його виконанні став фільм «Червоний дипломат». У 1985 році вийшов створений ним міні-серіал «Протистояння», за романом Юліана Семенова.
З 1991 року Аранович стає художнім керівником ТО «Кінодокумент».
У 1992—1995 роках — голова правління Спілки кінематографістів Санкт-Петербургу.
З 1992 року керував майстерню режисури художнього та документального кіно. Очолював кафедру кіномистецтва факультету екранних мистецтв Санкт-Петербургського університету кіно і телебачення.
У 1994 році отримав звання народного артиста Російської Федерації.
Семен Аранович помер 8 вересня 1996 року після важкої хвороби у Гамбурзі, не закінчивши свій останній фільм «Agnus Dei». Похований на єврейському кладовищі Гамбурга.

## Фільмографія

### Документальні
- 35-й кілометр (1963)
- Останній пароплав (1965)
- Сьогодні — прем'єра (1965)
- Час, який завжди з нами (1965)
- Дагестанська балада (1966)
- Друг Горького — Андреєва (1966)
- Люди землі та неба (1966)
- М. Горький. Останні роки (1967)
- Сорок кроків (1968)
- Поділись своєю піснею (1969)
- Тисяча сто ночей (1970)
- Монолог художника (1975)
- Павловськ (1977)
- Зустріч на острові (1979)
- Дмитро Шостакович (1981)
- Особиста справа Анни Ахматової (1989)
- Дмитро Шостакович. Альтова соната (1987)
- Я служив в охороні Сталіна, або Досвід документальної міфології (1989)
- Барон Едуард Фальц-Фейн. Руські монологи (1989)
- Я служив в апараті Сталіна, або Пісні олігархів (1990)
- Великий концерт народів, або Дихання Чейн-Стокса (1991)
- Острови (1993)

### Художні
- Червоний дипломат. Сторінки життя Леоніда Красіна (1971)
- Зламана підкова (1973)
- ...та інші офіційні особи (1976)
- Літня поїздка до моря (1978)
- Рафферті (1980)
- Торпедоносці (1983)
- Протистояння (1985)
- Велика гра (1988)
- Рік собаки (1994)
- Agnus Dei (1995)

## Нагороди
- 1983 — Державна премія СРСР — фільм «Торпедоносці»
- 1983 — Приз Всесоюзного кінофестивалю (Київ) — фільм «Торпедоносці»
- 1988 — Національна кінематографічна премія «Ніка» в категорії кращій науково-популярний фільм за «Максим Горький. Останні роки» (Леннаучфільм)[5]
- Премія імені О. Довженка
- 1994 — премія «Срібній Відмідь» Берлінського міжнародного кінофестивалю (1994 рік) за видатні досягнення у кіномистецтві — фільм «Рік Собаки»